# Internetbokhandel
En internetbokhandel är en bokhandel som har sin butik på Internet. Det vanliga förfarandet är att man beställer böcker på en webbplats, och sedan får dem hemlevererade med någon speditör såsom Posten, DHL, Schenker eller liknande. Det kan hos vissa internetbokhandlar även finnas möjlighet att hämta ut böcker beställda på internet i en av deras fysiska butiker, en på branschspråk så kallad boklåda. 
Internetbokhandlar var tidigt ute på internet, i USA startades internetbokhandeln Amazon redan 1995. Liksom för andra internetbutiker är en av de bärande idéerna bakom konceptet att kunna erbjuda lägre priser än boklådorna och marginalerna till förlagens grossistpriser har de senaste åren minskat kraftigt. 

## Olika typer
Det kan vara bra att känna till att det finns olika typer av internetbokhandlar, vilka kan skilja sig åt ganska markant i fråga om pris, utbud och kundservice.
- En renodlad internetbokhandel säljer endast böcker och bara via internet. I Sverige finns det två stycken renodlade större internetbokhandlar, av vilka Bonnierägda Adlibris är den som omsätter mest. Den andra är riskkapitalägda[1] Bokus (som numera även äger f.d. Bokias (tidigare Svenska Internetbokhandelns) webbplats.

- Vissa boklådor driver också egna internetbutiker, inte alltför sällan i nära samarbete med någon av de etablerade renodlade internetbokhandlarna. Bokus sköter Akademibokhandelns internetbokhandel och Ugglan-butikerna med Svenska Internetbokhandeln. Bokia-kedjan samarbetade förr med Adlibris, drev sedan egen internetbokhandel på Bokia.se, men omdirigeras numera till Bokus. Vissa mindre lokala bokhandlar har också en webbutik som komplement till den fysiska bokhandlen, exempelvis MoreBok.se.  Detta utgör alltså den andra typen av internetbokhandel, vissa av dessa butiker erbjuder även kunder möjlighet att hämta eller byta ut böcker i någon av deras boklådor.

- Den tredje typen är de internetbutiker som valt att sälja böcker som en del av sitt sortiment, som service gentemot sina kunder eller som endast riktar sig till en viss kundgrupp. Ett exempel på en sådan butik är CDON som sett till sin omsättning enbart i bokförsäljning är den tredje största internetbokhandeln. Ett annat exempel är Lycknis satsning på en internetbokhandel för kurslitteratur som görs i samarbete med Kraft & Kultur, även känt som elbolag. Gemensamt för dessa är också att de har ett betydligt mer begränsat utbud av böcker än de renodlade internetbokhandlarna.

## Sortiment
En renodlad internetbokhandel har oftast ett utbud av titlar som räknas i miljoner. Man säljer för det mesta böcker från alla större svenska, engelska och amerikanska förlag och grossister. Som jämförelse kan nämnas Akademibokhandeln på Mäster Samuelsgatan i Stockholm, Skandinaviens största boklåda, som har ett sortiment på drygt 100 000 titlar. Slutsatsen är alltså att man hos en renodlad internetbokhandel kan hitta titlar som inte finns tillgängliga i en vanlig boklåda. För de allra flesta bokintresserade spelar de där extra miljonerna titlar ingen större roll eftersom det inte är böcker man vanligen letar efter. Men för en mindre grupp människor som letat efter något smalare litteratur blev internetbokhandlarna tidigt väldigt betydelsefulla.
Internetbokhandlar i Sverige har vanligen inget eller ett mycket begränsat lager och beställer in de böcker en kund vill ha från olika grossister och förlag så fort kunden lagt sin beställning på Internet. Fördelen med detta är att man sparar in på lagerkostnader och kan pressa priserna, nackdelen för kunden blir att denne kan få vänta längre på sin bok. Storsäljare brukar dock hållas i lager. 

## Svensk struktur
Navet för svensk internetbokhandel hittar man i Morgongåva där den numera Förlagssystemägda bokjätten Seelig har lager och packcentral. I intilliggande byggnader har i sin tur även AdLibris, KF Bokus, CDON, Svenska Internetbokhandeln samt Kraft & Kultur sina packcentraler. 
År 2006 omsatte internetbokhandlarna i Sverige 865 miljoner kronor, en ökning med 63 procent sedan 2005, eller 21 procent av den totala marknaden. 2004 var internetbokhandlarnas andel av den totala bokmarknaden i Sverige 10 procent.